# Oxaea stenocoryphe
Oxaea stenocoryphe là một loài ong trong họ Andrenidae. Loài này được Moure miêu tả khoa học đầu tiên năm 1947.